# Keynote
Keynote — програма для створення презентацій, яку розробила компанія Apple як конкурент Microsoft PowerPoint на платформі Macintosh. Входить до складу пакета програм iWork. Програма комплектована великою кількістю стильних професійних шаблонів презентацій, набором високоякісних ефектів переходу та зручним інтерфейсом користувача.
Застосунок також інтегрований з iLife і дозволяє вставляти мультимедіа не тільки з файлів, але і з бібліотек iTunes, iPhoto і iMovie. Підтримує експорт у велику кількість файлів:
- Презентація Keynote (.key)
- Презентація Microsoft PowerPoint (.ppt)
- Відео QuickTime (.mov), можливе створення інтерактивного відео
- Анімація Adobe Flash (.swf)
- Документи PDF (.pdf)
- Зображення (.jpg, .png та .tiff)
- Відправка на YouTube